# Playa de Camposoto
La playa de Camposoto (o playa del Castillo) es una playa virgen perteneciente al municipio de San Fernando (provincia de Cádiz, España), que se extiende desde la punta del Boquerón (frente a Chiclana de la Frontera) hasta Cádiz.
Esta playa, que hasta hace un par de décadas fue un campo de tiro del Ejército español, es una de las playas más extensas de la provincia de Cádiz, con más de 6 km de longitud, de los que son utilizables casi 5 (el resto sigue siendo propiedad del Ministerio de Defensa de España). Esta playa está dentro del parque natural de la Bahía de Cádiz, creado en 1989.

## Ubicación y límites
Discurre por las costa atlántica del término municipal de San Fernando, y forma parte del parque natural de la Bahía de Cádiz. 
Comienza en la trasera de la punta del Boquerón, aunque según la zona, se le ha dado distinto nombre. Sin embargo, con el nombre de Camposoto se conoce al tramo que va desde la punta del Boquerón, situada en el sur de San Fernando, hasta Torregorda, perteneciente al término municipal de Cádiz.

## Uso y accesos

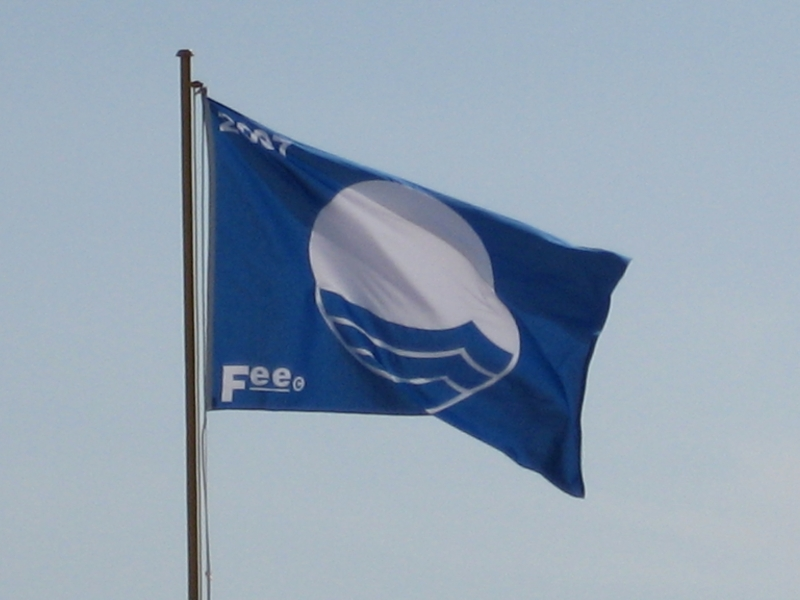
Bandera Azul en Camposoto.

Tradicionalmente afectada al uso militar, es precisamente esta condición lo que ha mantenido su estado semisalvaje. Fue en la década de los 60 cuando el Ministerio de Defensa permitió su acceso al público civil en los meses estivales. A partir de los años 80 se desafectó permanentemente del uso militar una zona estable, pudiéndola dotar de servicios sanitarios, chiringuitos, aparcamientos y socorrismo a cargo de Protección Civil. Por la calidad de esta playa se le está otorgando consecutivamente cada verano desde 2000 la Bandera Azul a las playas limpias de Europa.
Se puede acceder por carretera a 5 km del núcleo urbano de San Fernando y por barco desde Chiclana mediante el puerto deportivo de Sancti Petri. Se puede disfrutar de una zona de gran valor paisajístico, a su paso por el caño de Sancti Petri, cercano al castillo de Sancti Petri, en San Fernando, y a la playa de la Barrosa, en Chiclana de la Frontera.

## Fortificaciones
En esta playa se encuentra una serie de baterías y búnkeres, que reflejan la importancia estratégica de la zona y su pasado de zona militar. Sin embargo, al no ser considerados monumentos no reciben mantenimiento alguno, lo que pone en peligro su estructura
Baterías de las Marismas de Camposoto:
- Batería de San José del Baruel
- Batería de San Melitón de la Calavera

Baterías de la Punta del Boquerón:
- Batería de Aspiroz
- Batería de Urrutia
- Batería de San Genís

Búnkeres de Camposoto:
- Búnker 1 de Camposoto
- Búnker 2 de Camposoto

Frente a la playa se encuentra el Castillo de Sancti Petri, en el islote homónimo.